# Лаурентум
Лаурентум (Laurentum) е много древен град на брега на Лацио, югоизточно от Остия Антика и Лавиниум, където e акостирал Еней, с много хора. Облагородяват блата и усвояват части от морето в обработваеми земи – известни, като много справедливи хора.
През латинската война Лаурентум остава верен на Рим и затова до времето на Август е независимо кралство. Останките от града се намират в държавното имение на президента Castelporziano северно от Тор Патерно в Остия до Рим на границата с Помеция и не са достъпни за туристи. Намира се на Виа Севериана и Виа Лаурентина до Ардеа.
От името на града произлиза мъжкото латинско име Лаурентий (= мъж от Лаурентум), Лауро, и за жени - Лауренция, Лаура.